# Повіт Каміїсо
Пові́т Каміїсо́ (яп. 上磯郡, かみいそぐん, МФА: [kami.iso guɴ]) — повіт в Японії, в окрузі Осіма префектури Хоккайдо.